# Phyllonorycter amseli
Phyllonorycter amseli är en fjärilsart som först beskrevs av Dalibor F. Povolný och František Gregor Jr 1955.  Phyllonorycter amseli ingår i släktet guldmalar, och familjen styltmalar.
Artens utbredningsområde är:
- Kroatien.
- Serbien.

Inga underarter finns listade i Catalogue of Life.